# Chemisch-technisches Repertorium
Das Chemisch-technische Repertorium war eine vier Jahrzehnte bis Anfang des 20. Jahrhunderts erschienene Zeitschrift im Sinne eines Repertoriums. Es enthielt laut seinem Untertitel „übersichtlich geordnete Mittheilungen der neuesten Erfindungen, Fortschritte und Verbesserungen auf dem Gebiete der technischen und industriellen Chemie mit Hinweis auf Maschinen“.
Das Blatt erschien in 40 Jahrgängen von 1862 bis 1901 und berichtete  nicht nur über chemische Neuerungen, sondern widmete sich auch der Aufdeckung von Arzneimittelschwindel und Lebensmittelverfälschungen. Es erschien anfangs im „Verlag von Rudolph Gaertner“ in Berlin, Verleger war Rudolf Gaertner (1817–1880), dann nach dessen Tod in der „R. Gaertner’s Verlagsbuchhandlung Hermann Heyfelder“.
Durchgängiger Herausgeber war der Chemiker und Autor Emil Jacobsen.